# Julius Döpfner

Stema episcopală a cardinalului Döpfner

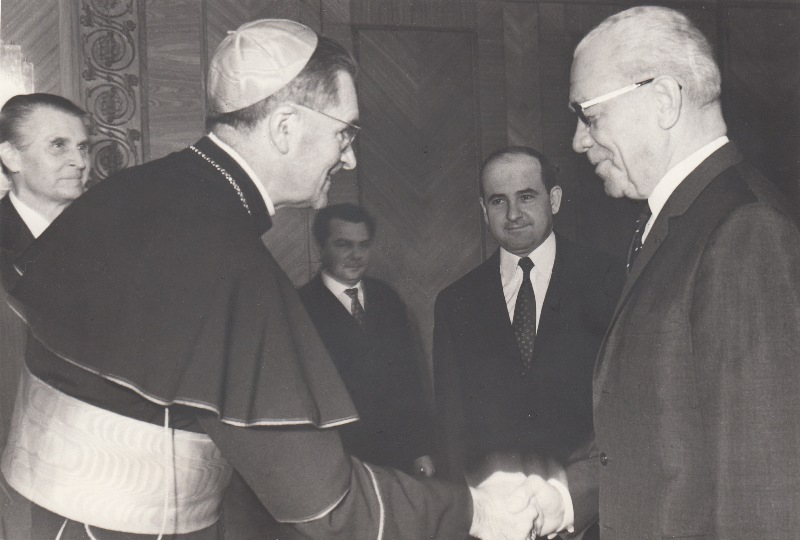
Primirea cardinalului Döpfner la Consiliul de Stat al României de către Emil Bodnăraș

Julius August Döpfner (n. 26 august 1913, Bad Kissingen, Bavaria - d. 24 iulie 1976, München) a fost episcop de Würzburg, arhiepiscop de Berlin în perioada 1957-1961, iar apoi arhiepiscop al Arhidiecezei de München și Freising. 

## Viața
În data de 29 octombrie 1939 a fost hirotonit preot la Roma. Între 1939-1941 a fost alumn al Universității Gregoriana din Roma. Acolo a obținut în 1941 titlul de doctor în teologie, cu o disertație despre învățătura cardinalului John Henry Newman. Papa Pius al XII-lea l-a numit pe 11 august 1948 episcop de Würzburg. În 1957 a devenit episcop de Berlin. În anul 1958 a fost ridicat la demnitatea de cardinal, devenind cel mai tânăr cardinal de la acea dată.

## La Conciliul Vatican II
A avut un rol însemnat în mersul lucrărilor Conciliului Vatican II, fiind unul din cei patru cardinali moderatori ai conciliului. A fost considerat liderul progresiștilor la lucrările conciliare. Împreună cu papa Ioan al XXIII-lea a reușit articularea punctului de vedere conform căruia Biserica trebuie să se înnoiască mereu („ecclesia semper reformanda“).

## În România
Regimul Nicolae Ceaușescu căuta o apropiere față de vest după invadarea Cehoslovaciei de către URSS în anul 1968. În acest context regimul comunist de la București a început tratative cu Agostino Casaroli, secretarul de stat al Vaticanului. Episcopului Áron Márton i-a fost ridicat domiciliul obligatoriu, iar arhiepiscopului Joseph Schubert i s-a permis plecarea din România.
În anul 1969 cardinalul Döpfner l-a primit în exil la München pe Joseph Schubert, arhiepiscopul romano-catolic de București. Acesta a murit câteva luni mai târziu. Slujba de înmormântare a fost oficiată de cardinalul Döpfner în data de 9 aprilie 1969, în Catedrala din München, în prezența nunțiului Corrado Bafile și a numeroși clerici romano-catolici exilați din România.
În octombrie 1970 l-a primit la München pe patriarhul Justinian Marina.
În anul 1971 a întreprins o vizită în România, ocazie cu care a fost primit de patriarhul Justinian Marina și de Dumitru Dogaru, președintele Departamentului Cultelor. În data de 11 noiembrie 1971 Erwin Wickert, ambasadorul Republicii Federale Germania la București, a oferit o recepție în onoarea cardinalului Döpfner.